# I Can Only Imagine (canção de MercyMe)
"I Can Only Imagine" é uma canção gravada pela banda MercyMe. É o primeiro single do álbum de estreia lançado a 14 de agosto de 2001, Almost There.
É a música mais tocada na história das rádios cristãs dos Estados Unidos, bem como a música cristã mais vendida de todos os tempos.

## Prémios
A canção ganhou dois Dove Awards em 2002, um na categoria "Pop/Contemporary Recorded Song of the Year" e outro na categoria "Song of the Year". Millard também ganhou na categoria "Songwriter of the Year" na mesma cerimónia.

## Desempenho nas paradas musicais
| Parada musical (2003)                          | Posição |
| ---------------------------------------------- | ------- |
| Estados Unidos - Billboard Hot 100             | 71      |
| Estados Unidos - Hot Country Songs             | 52      |
| Estados Unidos - Mainstream Top 40             | 33      |
| Estados Unidos - Hot Adult Contemporary Tracks | 5       |
| Estados Unidos - Billboard Adult Pop Songs     | 27      |